# Stary cmentarz parafialny w Imbramowicach
Stary cmentarz parafialny w Imbramowicach – zabytkowy cmentarz położony w Imbramowicach, w gminie Trzyciąż, w powiecie olkuskim, w województwie małopolskim.
Cmentarz oraz ogrodzenie z bramą, zostały wpisane do rejestru zabytków nieruchomych województwa małopolskiego.

## Historia
W 1223 roku istniała w Imbramowicach kaplica drewniana pw. św. Benedykta. Parafię wzmiankują dokumenty z 1326 roku, a drewniany kościół wymienia Jan Długosz w Liber beneficiorum (ok. 1480 r.). Świątynia została opisana po raz ostatni w czasie wizytacji w 1727 roku . W latach 1732–1736 wybudowano murowany kościół . 
Cmentarz parafii św. Benedykta Opata w Imbramowicach założono około 1820 roku. Najstarszy nagrobek z 1851 roku stoi nad grobem Józefiny Frej – guwernantki z miejscowej szkoły. Na cmentarzu znajduje się mogiła 41 powstańców poległych w bitwie 15 VIII 1863 roku w Imbramowicach i Glanowie, oraz Leona Rutkowskiego, w osobnym rodzinnym grobie . Ziemia z grobów powstańców została złożona na kopcu Józefa Piłsudskiego w Krakowie, podczas jego sypania w roku 1937 .
Cmentarz otoczony jest murem z klasycystyczną murowaną bramą z 1848 roku. W budynku bramnym znajdują się dwa pomieszczenia.